# Kjell Wangen
Kjell Wangen (Oslo, 24 gennaio 1942 – Oslo, 16 maggio 2019) è stato un calciatore norvegese, di ruolo difensore.

## Carriera

### Club
Wangen vestì la maglia dello Skeid. In squadra, contribuì alla vittoria di un'edizione della Norgesmesterskapet (1965) e di un campionato (1966).

### Nazionale
Giocò una partita per la Norvegia. Il 13 novembre 1969, infatti, giocò nella vittoria per 1-3 contro il Guatemala, in amichevole.

## Palmarès

### Club

#### Competizioni nazionali
- Coppa di Norvegia: 2

Skeid: 1963, 1965
- Campionato norvegese: 1

Skeid: 1966